# 24532 Csabakiss
24532 Csabakiss este un asteroid din centura principală de asteroizi.

## Descriere
24532 Csabakiss este un asteroid din centura principală de asteroizi. A fost descoperit pe 1 februarie 2001 la Stația Anderson Mesa în cadrul programului LONEOS. Asteroidul prezintă o orbită caracterizată de o semiaxă mare de 2,57 ua, o excentricitate de 0,10 și o înclinație de 2,8° în raport cu ecliptica.